# Hoy te dejé de amar
«Hoy te dejé de amar» es el tercer sencillo de El tiempo es oro, tercer álbum de estudio de la cantante mexicana Paulina Rubio. Se lanzó en septiembre de 1995, con tal de elevar el éxito de su material discográfico.